# Osteochilus nashii
Osteochilus nashii är en fiskart som först beskrevs av Day, 1869.  Osteochilus nashii ingår i släktet Osteochilus och familjen karpfiskar. IUCN kategoriserar arten globalt som livskraftig. Inga underarter finns listade i Catalogue of Life.